# Экштайн, Отто
Отто Экштайн (нем. Otto Eckstein; 1 августа 1927—22 марта 1984) — американский экономист немецкого происхождения.

## Биография
Родился в Германни в еврейской семье. В 1938 вместе с семьёй эмигрировал в Англию, а через год в США.
Получил степень бакалавра в Принстонском университете, доктора — в Гарварде.
Преподавал в Гарвардском университете. Являлся членом Совета экономических консультантов (с 1964 по 1966 гг.) при Президенте США.
В 1969 вместе с бизнесменом Дональдом Марроном основал компанию Data Resources Inc., ставшую крупнейшим в мире негосударственным поставщиком экономических данных. В 1979 Экштайн и Маррон за $100 млн продали компанию McGraw Hill.